# Termidoro

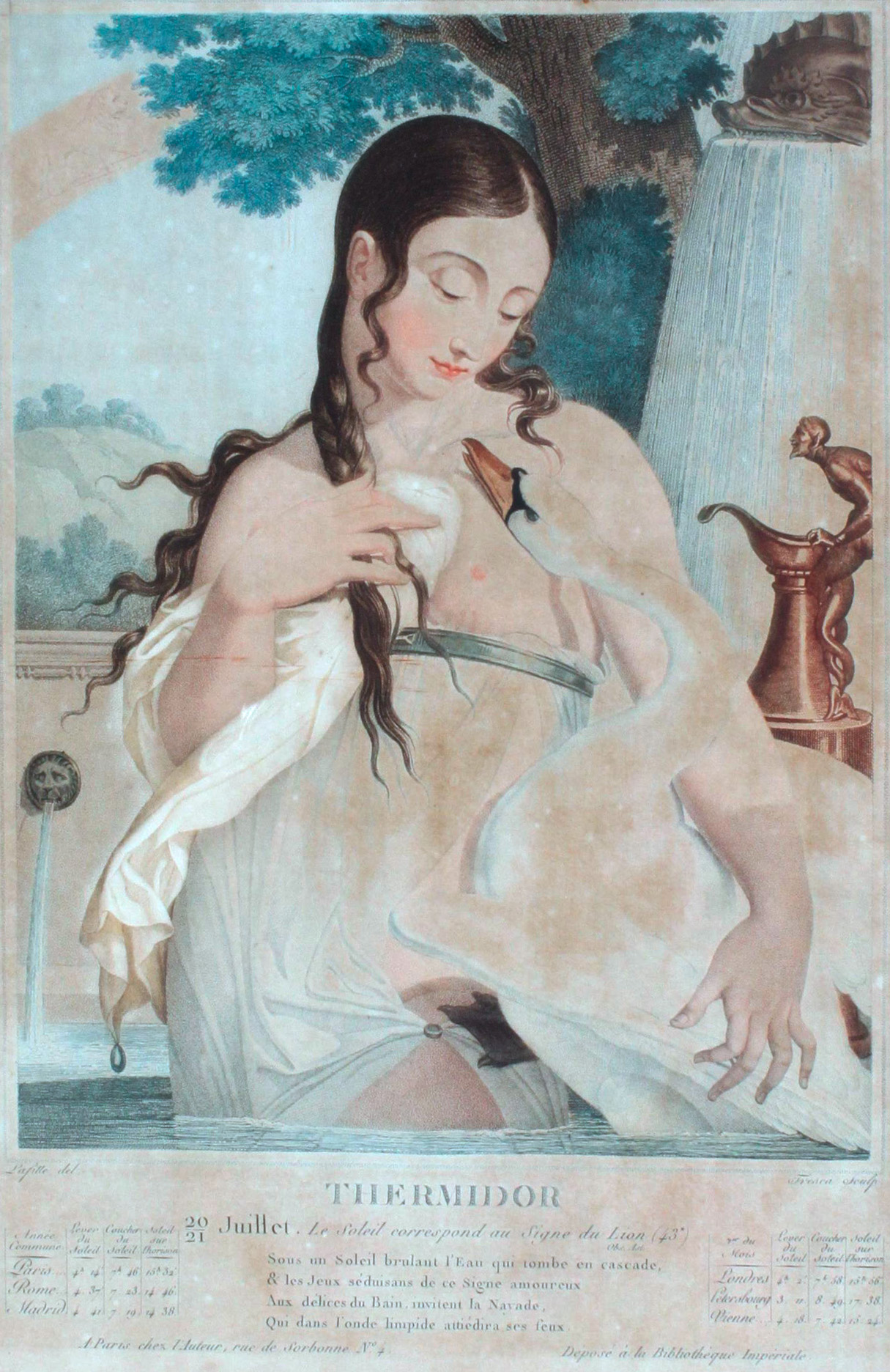
Louis Lafitte: Allegoria di Termidoro

Termidoro (in francese: thermidor) era l'undicesimo mese del calendario rivoluzionario francese e corrispondeva (a seconda dell'anno) al periodo compreso tra il 19/20 luglio e il 17/18 agosto nel calendario gregoriano. Era il secondo dei mois d'été (mesi d'estate); seguiva messidoro e precedeva fruttidoro.

## Etimologia
Il termidoro deve la sua etimologia al "calore allo stesso tempo solare e terrestre che infiamma l'aria da luglio ad agosto", secondo i termini del rapporto presentato alla Convenzione nazionale il 3 brumaio anno II (24 ottobre 1793) da Fabre d'Églantine, in nome della "commissione incaricata della stesura del calendario". Una prima proposta prevedeva tuttavia di adottare il nome di fervidoro (o in francese fervidor dal latino fervidus, bruciante) poi si preferì termidoro.

## Il termidoro nella Rivoluzione
Il termidoro dell'anno VII vide l'inizio dell'insurrezione realista del 1799 nel Tolosano
Il nome "termidoro" è diventato celebre a causa del colpo di Stato del 9 termidoro anno II, che pose fine al regime del Terrore di Robespierre (il 27 luglio 1794, secondo il calendario gregoriano). Tale evento, che culminò con l'esecuzione di Robespierre alla ghigliottina il giorno seguente, è noto anche come "Termidoro" tout court.

## Tabella dei nomi dei giorni
Come tutti i mesi del calendario repubblicano francese, il termidoro era composto da 30 giorni e suddiviso in tre decadi. Ogni giorno aveva un nome proprio, tratto dal nome di una pianta, tranne il quinto (quintidi) e decimo (decadi) giorno di ogni decade, che aveva rispettivamente il nome di un animale e quello di un oggetto per l'agricoltura.
|          | 1ª decade | 1ª decade                       | 2ª decade | 2ª decade            | 3ª decade | 3ª decade                |
| Primidi  | 1.        | Epeautre (Spelta)               | 11.       | Panicaut (Eringio)   | 21.       | Carline (Carlina bianca) |
| Duodi    | 2.        | Bouillon blanc (Tasso barbasso) | 12.       | Salicor (Salicornia) | 22.       | Caprier (Cappero)        |
| Tridi    | 3.        | Melon (Melone)                  | 13.       | Abricot (Albicocca)  | 23.       | Lentille (Lenticchia)    |
| Quartidi | 4.        | Ivraie (Loglio)                 | 14.       | Basilic (Basilico)   | 24.       | Aunée (Enula)            |
| Quintidi | 5.        | Bélier (Ariete)                 | 15.       | Brébis (Pecora)      | 25.       | Loutre (Lontra)          |
| Sextidi  | 6.        | Prêle (Equiseto)                | 16.       | Guimauve (Altea)     | 26.       | Myrthe (Mirto)           |
| Septidi  | 7.        | Armoise (Artemisia)             | 17.       | Lin (Lino)           | 27.       | Colza (Colza)            |
| Octidi   | 8.        | Carthame (Cartamo)              | 18.       | Amande (Mandorla)    | 28.       | Lupin (Lupino)           |
| Nonidi   | 9.        | Mûre (Mora)                     | 19.       | Genthiane (Genziana) | 29.       | Coton (Cotone)           |
| Decadi   | 10.       | Arrosoir (Annaffiatoio)         | 20.       | Écluse (Chiusa)      | 30.       | Moulin (Mulino)          |

## Tabella di conversione
| I. | II. | III. | IV. | V. | VI. | VII. |

| luglio | 1793 | 1794 | 1795 | 1796 | 1797 | 1798 | 1799 | agosto |

| I. | II. | III. | IV. | V. | VI. | VII. |

| luglio | 1793 | 1794 | 1795 | 1796 | 1797 | 1798 | 1799 | agosto |

| VIII. | IX. | X. | XI. | XII. | XIII. |

| luglio | 1800 | 1801 | 1802 | 1803 | 1804 | 1805 | agosto |

| VIII. | IX. | X. | XI. | XII. | XIII. |

| luglio | 1800 | 1801 | 1802 | 1803 | 1804 | 1805 | agosto |

## Modi di dire
Nell'ambito militare si è diffusa nel corso degli anni l'espressione "avere il Termidoro in testa" per indicare un commilitone dalle cattive abitudini igieniche. L'origine di tale detto non è stata ancora ben definita.